# Massacro di Bronna Góra

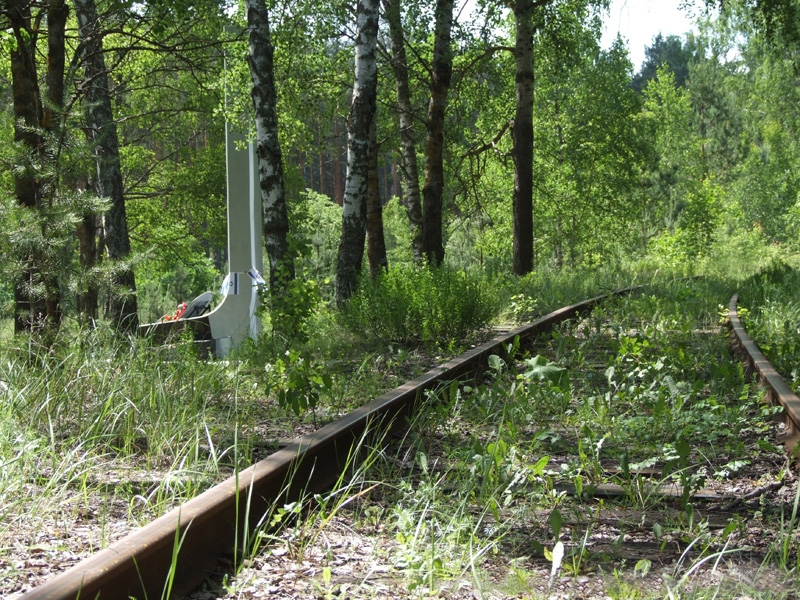
I binari che conducevano i vagoni al luogo delle esecuzioni

Il massacro di Bronna Góra, avvenuto nel contesto dell'Olocausto, riguardò lo sterminio, avvenuto tra il maggio e il novembre 1942 attraverso esecuzioni sommarie, di oltre 50.000 ebrei provenienti dalle zone limitrofe della Bielorussia e della Polonia orientale, ad opera dei nazisti e di collaborazionisti locali. La località nella foresta fu scelta per il suo isolamento, ma anche per la sua accessibilità trovandosi nei pressi di una piccola stazione ferroviaria lungo la linea tra Brėst e Minsk.

## Il massacro
Le modalità di esecuzione del massacro di Bronna Góra sono simili a quelle messe in atto in quegli anni dai reparti speciali nazisti (Einsatzgruppen) e collaborazionisti locali anche in altre località dell'est europeo, come Ponary in Lituania, Liepāja e Rumbula in Lettonia, o Babij Jar e Gurka Połonka in Ucraina. Prima ancora che entrassero in azione a pieno regime i campi di sterminio della Polonia, più di un milione di ebrei (uomini, donne, bambini) furono vittime di esecuzioni sommarie e ammassati in fosse comuni, in foreste, lontano da occhi indiscreti, dove venivano trasportati a bordo di autocarri e di vagoni ferroviari.
Bronna Góra si trovava nella Polonia orientale che fu inglobata all'Unione Sovietica come risultato della spartizione decisa tra Hitler e Stalin nel 1939. Con l'attacco tedesco all'Unione Sovietica nell'estate 1941 la zona fu rapidamente conquistata dalle truppe naziste e cominciarono subito le esecuzioni degli ebrei ad opera di reparti speciali (Einsatzgruppen), composti da appartenenti alle SS e all'SD) e da collaborazionisti locali. 
Le operazioni cominciarono nel maggio 1942 con lo scavo di otto grandi trincee da usarsi come fosse comuni. Fu impiegata mano d'opera locale (circa 600-800 persone al giorno) e si impiegarono anche esplosivi per facilitare il lavoro. La prima operazione di sterminio in grande stile ebbe luogo nel giugno 1942, con 3.500 ebrei trasportati dal ghetto di Pińsk e dalla vicina Kobryn. Secondo la testimonianza del dopoguerra di Benjamin Wulf, un ebreo polacco di Antopol e uno dei pochissimi a sopravvivere al massacro, i prigionieri giungevano alla piccola stazione nella foresta a bordo di treni merci, stipati al limite della loro capienza, senza acqua ne' cibo. I più deboli non sopravvivevano al trasporto. La fermata del treno era circondata da un recinto di filo spinato. Ai prigionieri venivano detto che si trattava di una sosta temporanea in cui si offriva loro la possibilità di lavarsi e di usare i bagni. Veniva loro ordinato di spogliarsi e lasciare i loro indumenti sul treno e di prendere solo il sapone e un asciugamano e che non dovevano preoccuparsi se non avevano il sapone perché sarebbe stato loro messo a disposizione. Il sentiero attraverso i boschi era circondato da filo spinato ed era sorvegliato dalle guardie. Al termine del lungo sentiero, dopo circa 400 metri, però i prigionieri trovavano di fronte a delle grandi trincee profonde diversi metri dove venivano ammassati e uccisi a colpi di mitragliatrice. Le vittime spesso si trovano a dover camminare sui cadaveri di coloro che erano stati uccisi in precedenza.
Si calcola che oltre 50.000 persone furino uccise in questo modo, per la stragrande maggioranza ebrei, provenienti dai ghetti di Brześć, Bereza, Janów Poleski, Kobryn, Horodec, Antopol e altre località minori, oltre ad individui accusati di appoggiare i partigiani. Uno dei convogli più numerosi arrivò nell'ottobre 1942, composto da 28 vagoni provenienti da Brześć. Le dimensioni del massacro attrassero l'attenzione della resistenza polacca che in un rapporto parlarono dell'uccisione in soli tre giorni di 12.000 ebrei dal ghetto di Brėst, anche con l'aiuto di collaborazionisti locali. Per quanto il sito di Bronna Gora si caratterizzi per l'altissima concentrazione di vittime, esso non è tuttavia che uno dei molti luoghi nella regione di Brześć dove furono compiuti massacri con le stesse modalità e dove si rinvennero larghe fosse comuni nel dopoguerra e successivamente. Lo sterminio fu condotto con metodica efficienza: dell'intera comunità di Brześć, ad esempio, composta da 27.000 persone, si conoscono i nomi di soli 14 sopravvissuti.
Nel marzo-aprile del 1944, a causa dell'avvicinarsi della controffensiva sovietica, i nazisti tentarono di cancellare le tracce dei massacri commessi. Un reparto speciale (il Sonderkommando 1005), composto da 80 prigionieri, fu condotto sul luogo per riesumare i cadaveri e bruciarli su grandi roghi. Non appena il lavoro fu completato in due settimane, sul luogo furono piantati degli alberi e tutti i prigionieri del Sonderkommando furono fucilati.

## La memoria

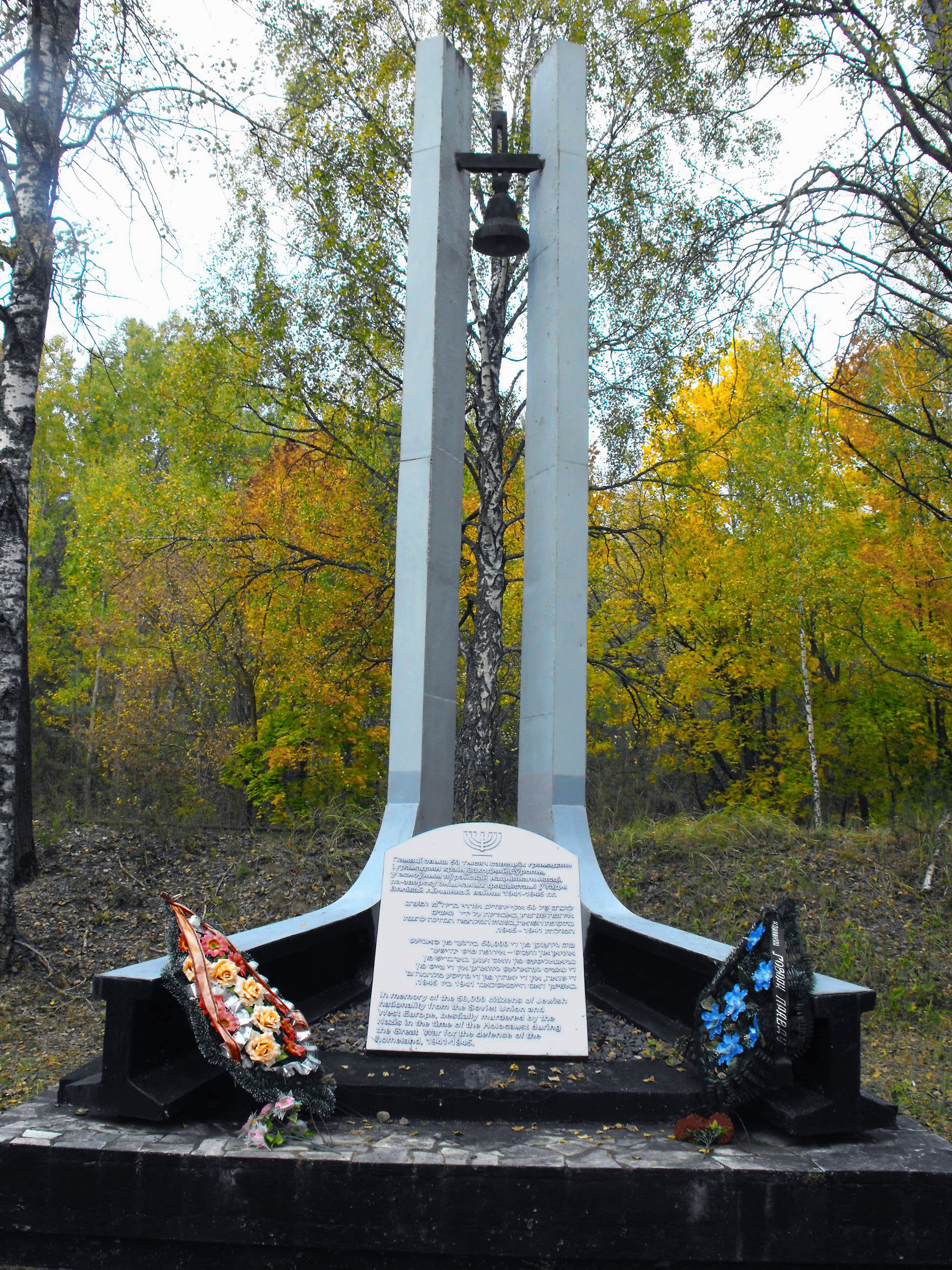
Il monumento in memoria delle vittime

Nel dopoguerra il territorio fu inglobato nell'Unione Sovietica. A lungo il luogo degli eccidi rimase totalmente dimenticato. Solo negli anni novanta il nuovo governo indipendente bielorusso vi eresse un monumento per le vittime, "in memoria dei 50.000 cittadini di nazionalità ebraica provenienti dall'Unione Sovietica e dall'Europa occidentale". Pur riferendosi correttamente al numero e all'identità delle vittime, l'iscrizione ha suscitato non poche polemiche per la mancata menzione della Polonia e l'assenza di un testo commemorativo anche in lingua polacca.